# Gerresheimer

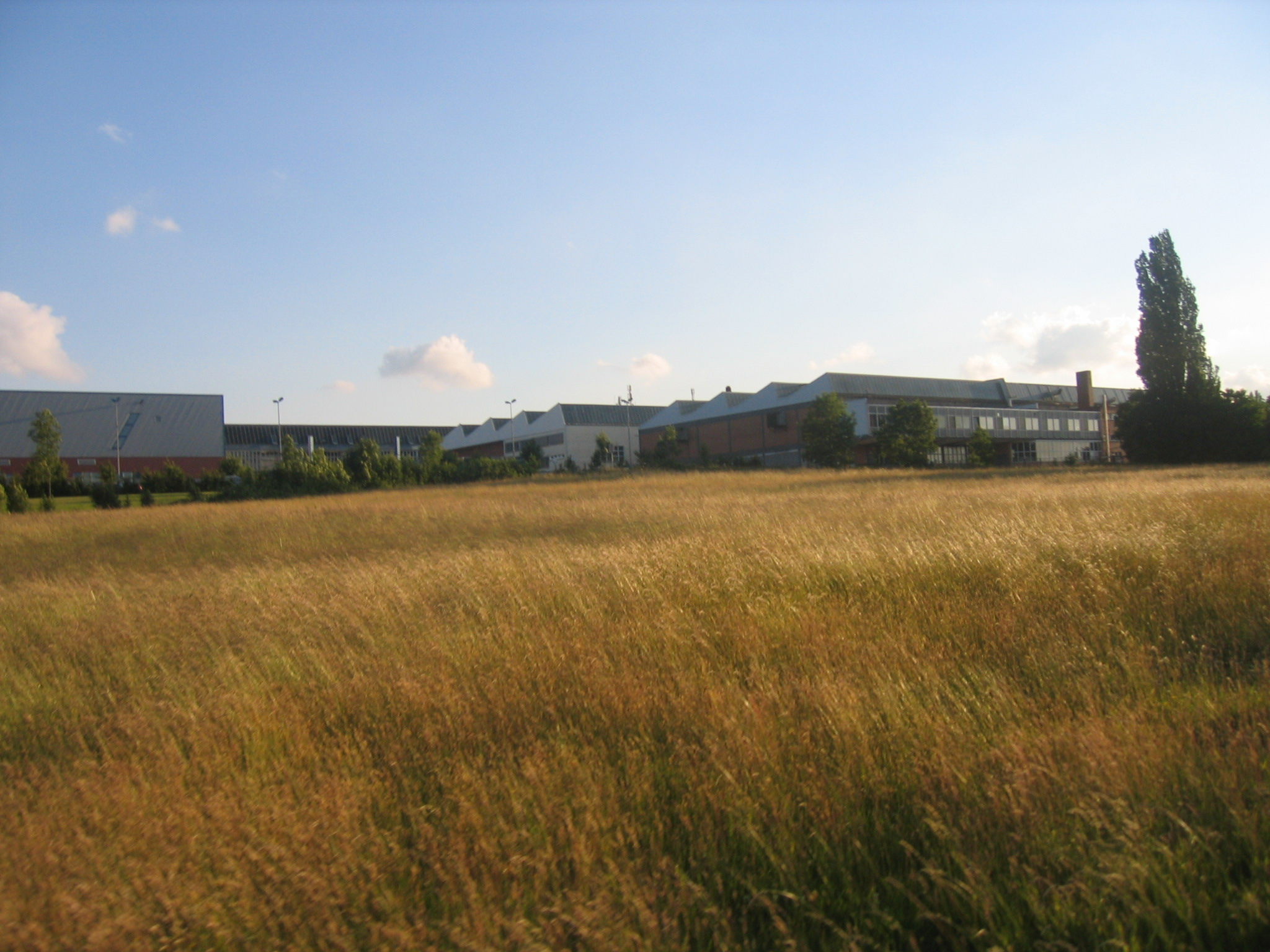
Gerresheimer Bünde GmbH (Tubular Glass), auparavant Bünder Glas GmbH, à Südlengern

Gerresheimer AG est une entreprise d'emballage primaire en verre allemande faisant partie du MDAX.

## Histoire
Avant même la réalisation de la fusion pour créer le groupe E.ON, Viag annonce la vente de 72,96 % de Gerresheimer à Investcorp pour 210 millions d'euros.
En mai 2024, Gerresheimer annonce l'acquisition de Blitz LuxCo, spécialisée dans les emballages en verre, pour 800 millions d'euros.

## Implantations
L'entreprise est présente dans 47 sites dans 16 pays en Europe, Asie et Amérique Latine.